# Liste der Wiener Gemeindebauten/Ottakring
Diese Liste zählt die Gemeindebauten im 16. Wiener Gemeindebezirk Ottakring auf.
Es werden nur solche Objekte angeführt, die seit Beginn des sozialen Wohnbaus errichtet wurden. Ältere Häuser, die im Besitz der Stadt Wien sind und in denen ebenfalls Gemeindewohnungen vergeben werden, fehlen daher.
Danach ist eine Siedlung angeführt, die von Wiener Wohnen verwaltet wird. Eine Übersicht über die Siedlungen der 1920er, die aus der von der Stadt Wien unterstützten Siedlerbewegung hervorgegangen sind, gibt es unter Liste der Wiener Wohnsiedlungen der Ersten Republik.

## Gemeindebauten
| Name / ID                                                      | Foto |                 | Adresse                                | Baujahr   | Architekt(en) | Kunstobjekte | Wohnungen | Anmerkungen |
| -------------------------------------------------------------- | ---- | --------------- | -------------------------------------- | --------- | --- | --- | --------- | --- |
| 1205                                                           | 1    | Datei hochladen | Abelegasse 12 Standort                 | 1955–1956 | Josef Wurts | Relief Ruhende von Franz Luby | 16        | Identadresse Lindauergasse 14 |
| 1245                                                           | 1    | Datei hochladen | Abelegasse 14–16 Standort              | 1991–1992 | Robert Labi | | 16        | Identadresse Lindauergasse 13 |
| 1214                                                           | 1    | Datei hochladen | Abelegasse 29 Standort                 | 1973–1975 | Hellmut Schwab | Mosaike Abstrakte Ornamente von Carolus Lehner an den Portalen | 71        | Identadresse Eckmüllnergasse 2–4, Friedrich-Kaiser-Gasse 32 |
| 1219                                                           | 1 BW | Datei hochladen | Ameisbachzeile 119–123 Standort        | 1976–1979 | Kurt Hlaweniczka | Bronzereliefs auf Sichtbetonwänden: Die Wächter von Horst Aschermann | 164       | Identadresse Michalekgasse 2 |
| 1184 HERIS-ID: 48611 Objekt-ID: 52147                          | 1    | Datei hochladen | Arltgasse 2–16 Standort                | 1931–1956 | Anny Beranek, Hans Gass, Anton Potyka, Engelbert Mang                                                                               | Kunststeinplastik mit Bronzefiguren Entenbrunnen von Margarete Bistron-Lausch, Silikatfries Vögel von Rudolf Reinkenhof, Silikatfries Blumenfries von Otto Beckmann | 228       | Denkmalschutz Identadresse Herbststraße 87–91, Thalhaimergasse 1–13, Gablenzgasse 88–92 |
| 1192                                                           | 1    | Datei hochladen | Arltgasse 34–36 Standort               | 1949–1950 | Karl Ehn | | 28        | |
| 1246                                                           | 1 BW | Datei hochladen | Arltgasse 38–40 Standort               | 1991–1992 | Zachari Vesselinov | Freistehende Gitterkonstruktion mit drei Holzsäulen O.T. von Richard Gustav Künz | 28        | |
| 1242                                                           | BW   | Datei hochladen | Arnethgasse 43–45 Standort             | 1988–1990 | Peter Czerveniak | | 20        | |
| 1220                                                           | 1    | Datei hochladen | Arnethgasse 105 Standort               | 1977–1979 | Rudolf Angelides | | 23        | Identadresse Odoakergasse 4 |
| 1704                                                           | 1    | Datei hochladen | Bachgasse 12 Standort                  | 1995–1996 | Wolfram Schindler | | 19        | Identadresse Friedrich-Kaiser-Gasse 11 |
| 1221                                                           | 1    | Datei hochladen | Bachgasse 14 Standort                  | 1977–1979 | Harald Wieser | | 11        | |
| 1239                                                           | 1    | Datei hochladen | Bachgasse 22 Standort                  | 1985–1986 | Herbert Wüster, Kurt Eckel | | 18        | |
| 1237                                                           | 1    | Datei hochladen | Brunnengasse 7 Standort                | 1984–1985 | Erwin H(einz) Dusl | | 15        | |
| 1174 HERIS-ID: 48675 Objekt-ID: 52216                          | 1    | Datei hochladen | Brüßlgasse 34 Standort                 | 1927–1928 | Franz Wiesmann | Zierbrunnen mit Relief von Anton Endstorfer | 18        | Denkmalschutz |
| Hella-Hanzlik-Hof 1176 HERIS-ID: 48676 Objekt-ID: 52217        | 1    | Datei hochladen | Brüßlgasse 45–47 Standort              | 1927–1928 | Leopold Schulz | | 45        | Denkmalschutz Benannt nach Hella Hanzlik (1912–2005), Sozialpolitikerin |
| 1193                                                           | BW   | Datei hochladen | Degengasse 7 Standort                  | 1949–1950 | Karl Vodak sen. | | 16        | |
| 1218                                                           | BW   | Datei hochladen | Degengasse 34–38 Standort              | 1975–1978 | Hermann Kittel | Tonrelief in 30 Einzelbildern Was die Leute gern tun und nicht gern tun | 54        | Identadresse Redtenbachergasse 19–21 |
| Davidhof 195 HERIS-ID: 48629 Objekt-ID: 52165                  | 1    | Datei hochladen | Effingergasse 31 Standort              | 1926–1927 | Alfred Keller, Walter Broßmann | | 242       | Denkmalschutz Benannt nach Anton David Identadresse Seitenberggasse 42–48, Spindeleggergasse 8, Römergasse 47–51 |
| 1238                                                           | 1    | Datei hochladen | Eisnergasse 11–13 Standort             | 1984–1985 | Hans Wolfgang Jäger, Werner Havlicek                                                                                                | | 28        | |
| 1230                                                           | 1    | Datei hochladen | Eisnergasse 15–17 Standort             | 1981–1982 | Hans Wolfgang Jäger, Werner Havlicek                                                                                                | Eisenplastik O.T. von Stephan Fillitz | 24        | |
| 1172                                                           | 1    | Datei hochladen | Enenkelstraße 35 Standort              | 1922      | Hugo Mayer | | 48        | Identadresse Haus im alten Ort, Ottakringer Straße 203, Stillfriedplatz 13 |
| 1223                                                           | 1    | Datei hochladen | Feßtgasse 12–14 Standort               | 1977–1980 | Ottokar Uhl | | 39        | |
| 1226                                                           | 1    | Datei hochladen | Feßtgasse 16 Standort                  | 1980–1982 | Ottokar Uhl | | 29        | Identadresse Johann-Nepomuk-Berger-Platz 9 |
| 1216                                                           | 1    | Datei hochladen | Friedrich-Kaiser-Gasse 18–24 Standort  | 1975–1977 | Johannes Lust | | 41        | Identadresse Blumberggasse 12, Abelegasse 21 |
| 1240                                                           | 1    | Datei hochladen | Friedrich-Kaiser-Gasse 27 Standort     | 1985–1986 | Kurt Eckel, Herbert Wüster | | 9         | Identadresse Blumberggasse 10 |
| 1213                                                           | 1    | Datei hochladen | Friedrich-Kaiser-Gasse 36–38 Standort  | 1973–1975 | Heinrich Reitstätter | | 26        | Identadresse Feßtgasse 8 |
| 1191                                                           | 1    | Datei hochladen | Fröbelgasse 55–57 Standort             | 1932–1933 | Wiener Stadtbauamt, MA22 | | 28        | Identadresse Fröbelgasse 55A |
| Karl-Honay-Hof 36                                              | 1    | Datei hochladen | Gablenzgasse 82–86 Standort            | 1965–1966 | Franz Sturm, Josef Baudys, Michael Pribitzer, Zoltan Egyed                                                                          | Freistehende Betonwand mit Mosaiken Wolkenschafe von Maximilian Melcher, Gedenktafel für Karl Honay von Ferdinand Welz | 233       | Das Mosaik Wolkenschafe ist denkmalgeschützt. Benannt nach Karl Honay Identadresse Brüßlgasse 1–13, Herbststraße 77–85, Thalhaimergasse 2–14 |
| 1181 HERIS-ID: 48617 Objekt-ID: 52153                          | 1    | Datei hochladen | Ganglbauergasse 4–12 Standort          | 1930–1931 | Heinrich Vana | Dekorativer Lichtkandelaber mit ländlichen Motiven von Johann Troyer im Hof | 123       | Denkmalschutz Identadresse Hyrtlgasse 5–13 |
| 1224                                                           | 1    | Datei hochladen | Ganglbauergasse 7 Standort             | 1976–1983 | Michael Wachberger, Hedwig (Hedy) Wachberger                                                                                        | | 15        | |
| 1222                                                           | 1    | Datei hochladen | Grundsteingasse 6 Standort             | 1979–1981 | Maria Anna Hutter | | 15        | |
| 1225                                                           | 1    | Datei hochladen | Grundsteingasse 66 Standort            | 1978–1979 | Adolf Svancar | | 16        | |
| 1189                                                           | BW   | Datei hochladen | Haberlgasse 74 Standort                | 1938      | Erich Franz Leischner | | 28        | Identadresse Friedmanngasse 46–48 |
| 1194                                                           | 1    | Datei hochladen | Haberlgasse 76 Standort                | 1949–1952 | Robert Ulrich, Leo Kammel sen. | Supraportenfries Mutter mit Kind von Josef Franz Riedl | 20        | |
| 1215                                                           | BW   | Datei hochladen | Haberlgasse 86 Standort                | 1973–1975 | Josef Krawina, Günther Oberhofer | | 18        | |
| 1186 HERIS-ID: 48600 Objekt-ID: 52136                          | 1    | Datei hochladen | Hasnerstraße 111–115 Standort          | 1931–1932 | Franz Zabza | Reliefplastiken von Kindern mit Tieren über den Eingangsverdachungen | 38        | Denkmalschutz |
| 1202                                                           | 1    | Datei hochladen | Heindlgasse 4 Standort                 | 1954–1956 | Hans Wölfl | | 38        | |
| 1183                                                           | 1    | Datei hochladen | Heindlgasse 7–9 Standort               | 1931–1932 | Hans Seitl | | 25        | |
| Pirquethof 197                                                 | 1    | Datei hochladen | Herbststraße 101 Standort              | 1929–1930 | Josef Hofbauer, Wilhelm Baumgarten                                                                                                  | | 238       | Benannt nach Clemens von Pirquet Identadresse Dehmelgasse 1, Gablenzgasse 106–110, Zagorskigasse 2–12 |
| 1203                                                           | 1    | Datei hochladen | Hofferplatz 3 Standort                 | 1955–1957 | Julius Bergmann | Bronzeskulptur Stehendes Mädchen von Hans Knesl, Sgraffitowandbild Baum und Vögel von Anton Krejcar | 52        | Die Die Bronzeskulptur ist denkmalgeschützt. Identadresse Hasnerstraße 26 |
| 1227                                                           | 1    | Datei hochladen | Johann-Nepomuk-Berger-Platz 7 Standort | 1982–1983 | Ottokar Uhl | | 18        | |
| Fleminghof 203                                                 | 1    | Datei hochladen | Josef-Weinheber-Platz 6–10 Standort    | 1954–1957 | Franz Knobloch, Otto Kugler, Hanns Kunath, Viktor Kromp, Robert Zeidner                                                             | Mosaike Alexander Fleming, der Erfinder des Penicillins von Günther Baszel, Krankenpflege (zwei Stück) von Gerhard Swoboda, Badende von Anton Lehmden und Fußballer von Rudolf Hausner | 526       | Die Mosaiken Badende von Anton Lehmden und Fußballer von Rudolf Hausner sind denkmalgeschützt. Benannt nach Alexander Fleming Identadresse Horvathgasse 13–21, Horvathgasse 18–26, Lorenz-Mandl-Gasse 1–5, Maroltingergasse 26–34, Zwinzstraße 13–23, Chlumberggasse 1–5 |
| 1199                                                           | 1    | Datei hochladen | Karl-Metschl-Gasse 13–23 Standort      | 1953–1954 | Walter Vasa, Oskar Heymann | | 71        | Identadresse Liebknechtgasse 38–40, Rosenackerstraße 11 |
| 1163                                                           | BW   | Datei hochladen | Kirchstetterngasse 60 Standort         | 1956–1957 | Walther Raschka | | 20        | Identadresse Friedmanngasse 23, Gaullachergasse 24 |
| 1200                                                           | 1    | Datei hochladen | Klausgasse 1–11 Standort               | 1954–1955 | Elisabeth Pongracz, Anton Kralik, Georg Fleischmann, Jakob Zachar                                                                   | Sgraffito Ornament von Erich Huber, Sgraffitowandbild Familie von Florian Jakowitsch | 263       | Identadresse Brüßlgasse 2–14, Gablenzgasse 76–80, Herbststraße 71–75 |
| 1196                                                           | 1    | Datei hochladen | Koppstraße 6 Standort                  | 1952–1953 | Hans Steindl | | 30        | Identadresse Hippgasse 21 |
| 1698                                                           | 1    | Datei hochladen | Koppstraße 11 Standort                 | 1994–1996 | Planungsgesellschaft Peter & Fuhrmann                                                                                               | | 30        | Identadresse Ludo-Hartmann-Platz 6 |
| Berliner Hof 204                                               | 1    | Datei hochladen | Koppstraße 89–93 Standort              | 1955–1958 | Heinrich (Heinz) Reiter, Rainer Stelzig, Wilhelm Twerdy, Josef Chromy, Brigitte Wiedmann, Leopold (Leo) Fellner                     | | 249       | Identadresse Arltgasse 29–33, Possingergasse 30–34, Gablenzgasse 94–98, Arltgasse 1–25, Herbststraße 93–97 |
| Franz-Novy-Hof 202                                             | 1    | Datei hochladen | Koppstraße 97–101 Standort             | 1950–1954 | Anton Potyka, Heinz Rollig, Karl Schneidmesser, Erich Kaindl, Friedrich (Fritz) Novotny, Franz Gomsi, Viktor Werbik, Friedrich Lang | Denkmal für Franz Novy von Edmund Moiret, Natursteinplastik Freundinnen von Artur Hecke, Natursteinplastik Maurer von Otto Eder, Natursteinplastik Die elektrische Energie von Ferdinand Opitz, Keramisches Mosaikwandbild 100.000 neue Wiener Gemeindewohnungen von Otto Rudolf Schatz | 802       | Das Novy-Denkmal und die Plastiken Freundinnen, Mauerer, Die elektrische Energie und das keramische Mosaikwandbild 100.000 neue Wiener Gemeindewohnungen sind denkmalgeschützt. Benannt nach Franz Novy Identadresse Pfenninggeldgasse 1, Herbststraße 122–126, Hettenkofergasse 2–10, Zagorskigasse 1, Pfenninggeldgasse 2, Pfenninggeldgasse 2A, Zagorskigasse 3, Zagorskigasse 5–11, Herbststraße 116–120, Koppstraße 95a, Pfenninggeldgasse 4a                                                          |
| 1229                                                           | 1    | Datei hochladen | Liebhartsgasse 54–56 Standort          | 1979–1981 | Gerhard Hanappi | | 25        | |
| 1187                                                           | 1 BW | Datei hochladen | Lorenz-Mandl-Gasse 7–9 Standort        | 1958–1959 | Fritz Böhm-Raffay | Keramisches Mosaik Baum von Carry Hauser | 32        | Identadresse Zwinzstraße 14 |
| 1182                                                           | BW   | Datei hochladen | Lorenz-Mandl-Gasse 36–38 Standort      | 1958–1959 | Franz A. Bayer | Keramisches Mosaik Hirtenfamilie von Leopold Birstinger | 59        | Identadresse Roseggergasse 25–27 |
| Austerlitzhof 201                                              | 1    | Datei hochladen | Lorenz-Mandl-Gasse 51–53 Standort      | 1933      | Gottlieb Michal | Kachelwandbild Sport von Igo Pötsch zur Hasnerstraße hin | 115       | Benannt nach Friedrich Austerlitz Identadresse Maroltingergasse 78–82, Hasnerstraße 147–153 |
| 1206                                                           | BW   | Datei hochladen | Maroltingergasse 19–25 Standort        | 1959–1960 | Paul Schopper, Rudolf Wawrik | | 99        | Identadresse Montleartstraße 14–18 |
| Severhof 198 HERIS-ID: 48650 Objekt-ID: 52190                  | 1    | Datei hochladen | Maroltingergasse 56–58 Standort        | 1930–1931 | Alexander Popp | Skulptur Mutter mit Fruchtkorb und Kind von Fritz Zerritsch über dem Eingangsportal | 86        | Denkmalschutz Benannt nach Albert Sever und seiner Frau Ida Sever (1873–1934, Opfer der Februarkämpfe) Identadresse Lorenz-Mandl-Gasse 27–29, Wiesberggasse 17 |
| 1210                                                           | BW   | Datei hochladen | Mildeplatz 3 Standort                  | 1967–1968 | Karl Hauschka | | 31        | Identadresse Seitenberggasse 10 |
| 1177                                                           | 1    | Datei hochladen | Mildeplatz 7 Standort                  | 1958–1959 | Friedrich Weinkopf | Keramisches Wandmosaik Dekorative Fläche von Maximilian Melcher | 22        | Identadresse Seitenberggasse 12 |
| 1171                                                           | 1    | Datei hochladen | Neulerchenfelder Straße 52 Standort    | 1953–1958 | Walter Totz, Otto Leopold | An der Fassade befindet sich eine Gedenktafel für Wilhelm Winkler, dem ersten Direktor der Ottakringer Realschule, die sich an dieser Stelle befand. | 12        | |
| 1234                                                           | 1    | Datei hochladen | Neumayrgasse 7–9 Standort              | 1983–1985 | Reinhard Gieselmann | Skulptur Die tragende Hand von Gero Schwanberg an der Ecke Herbststraße/Schinnaglgasse, Harlekinfigur neben dem Eingang zum Kindertagesheim | 104       | Identadresse Herbststraße 13, Schinnaglgasse 8–12 |
| 1188                                                           | 1    | Datei hochladen | Odoakergasse 10–18 Standort            | 1933      | Karl Schmalhofer | | 108       | Identadresse Nauseagasse 11–13 |
| 1732                                                           | BW   | Datei hochladen | Opfermanngasse 1 Standort              | 1998–1999 | Bert Gantar, Georg Ladstätter, Andreas Jerabek, Wilhelm Holzbauer, Heinz Marschalek                                                 | | 21        | Identadresse Kendlerstraße 43 |
| 1232                                                           | 1    | Datei hochladen | Ottakringer Straße 103 Standort        | 1981–1982 | Werner Havlicek, Hans Wolfgang Jäger                                                                                                | | 14        | |
| 1236                                                           | BW   | Datei hochladen | Ottakringer Straße 145 Standort        | 1984–1986 | Johannes (Hans) Hohenegger | | 13        | |
| 1209                                                           | BW   | Datei hochladen | Ottakringer Straße 147 Standort        | 1965–1967 | Erwin H(einz) Dusl, Gerhard Kolbe, Frank Schläger                                                                                   | | 25        | |
| 1235                                                           | 1    | Datei hochladen | Ottakringer Straße 188 Standort        | 1984–1985 | Anton (Toni) Lenhardt, Wilhelm (Willi) Reichel                                                                                      | | 67        | |
| 1233                                                           | 1    | Datei hochladen | Ottakringer Straße 194–196 Standort    | 1980–1983 | Hansjörg Weinhandl, Rainer Stelzig, Georg Smutny, Otmar Patak                                                                       | | 189       | Identadresse Arnethgasse 81–87, Weinheimergasse 10–16, Seitenberggasse 1–3 |
| 1207                                                           | 1    | Datei hochladen | Ottakringer Straße 217–221 Standort    | 1960–1962 | Robert W. Preissecker | Bronzeplastik Mutter mit Kind von Gertrude Diener-Hillinger, Marmorrelief Der große Brand in Ottakring 1835 von Alfred Hrdlicka | 42        | Die Skulptur Mutter und Kind und Relief Der große Brand in Ottakring sind denkmalgeschützt. |
| 552 HERIS-ID: 48630 Objekt-ID: 52166                           | 1    | Datei hochladen | Paletzgasse 15 Standort                | 1928–1929 | Ludwig Schöne | | 44        | Denkmalschutz Identadresse Redtenbachergasse 72 |
| 1180 HERIS-ID: 48631 Objekt-ID: 52167                          | 1    | Datei hochladen | Paletzgasse 17 Standort                | 1930–1931 | Josef Jaroslav Bayer | | 84        | Denkmalschutz Identadresse Lienfeldergasse 76, Redtenbachergasse 65–69 |
| 1195                                                           | 1    | Datei hochladen | Panikengasse 6–8 Standort              | 1957–1959 | Otto Nadel | Drei Sgraffiti Dekorative Landschaft mit Tieren von Gustav Hessing | 53        | Die Sgraffiti sind denkmalgeschützt. Identadresse Ganglbauergasse 3 |
| August-Scholz-Hof 259                                          | 1    | Datei hochladen | Panikengasse 12–16 Standort            | 1973–1983 | Hedwig (Hedy) Wachberger, Michael Wachberger                                                                                        | Spielplastik Elefant von Gertrude Fronius (1973), Gedenktafel für August Scholz | 98        | Benannt nach August Scholz, Bezirksvorsteher Identadresse Koppstraße 61, Ganglbauergasse 9–13 |
| 1197                                                           | BW   | Datei hochladen | Payergasse 18 Standort                 | 1952–1953 | Josef Wenz | | 21        | |
| 1185                                                           | BW   | Datei hochladen | Pfenninggeldgasse 3–7 Standort         | 1931–1932 | Otto Nadel | Keramische Reliefs (Darstellungen von Vater, Mutter und Kindern) von Oskar Icha | 33        | |
| Schuhmeierhof 192 HERIS-ID: 48606 Objekt-ID: 52142             | 1    | Datei hochladen | Pfenninggeldgasse 6–12 Standort        | 1923–1927 | Gottlieb Michal, Karl Schmalhofer                                                                                                   | Denkmal für Franz Schumeier von Siegfried Bauer | 276       | Denkmalschutz Benannt nach Franz Schuhmeier Identadresse Possingergasse 63–65, Koppstraße 100, Pfenninggeldgasse 6a |
| Adelheid-Popp-Hof 200                                          | 1    | Datei hochladen | Possingergasse 39–51 Standort          | 1932–1933 | Karl Kotal, Karl Ehn, Franz Otto Böhm                                                                                               | | 237       | Benannt nach Adelheid Popp Identadresse Dehmelgasse 2–10, Gablenzgasse 100–104, Herbststraße 99 |
| Siegelhof 199                                                  | 1    | Datei hochladen | Redtenbachergasse 22–32 Standort       | 1930–1931 | Franz Kuhn | | 96        | Benannt nach Franz Siegel Identadresse Degengasse 30–32, Wilhelminenstraße 37 |
| 1179                                                           | 1    | Datei hochladen | Redtenbachergasse 40–44 Standort       | 1930–1931 | Alfred Adler | | 31        | |
| 1243                                                           | 1    | Datei hochladen | Richard-Wagner-Platz 3 Standort        | 1989–1991 | Robert Kanfer | Gedenktafel für den Arbeiterdichter Alfons Petzold | 24        | Identadresse Richard-Wagner-Platz 4 |
| 1241                                                           | 1    | Datei hochladen | Roseggergasse 43 Standort              | 1986–1987 | Klaus G. Musil | | 19        | Identadresse Hasnerstraße 138 |
| 1212                                                           | 1    | Datei hochladen | Roseggergasse 44–46 Standort           | 1952–1953 | Josef Horacek | Mosaik Zwetschkenernte von Leopold Schmid zur Roseggergasse hin, mehrere Glasmosaike (verschiedene Blumen) von Hans Robert Pippal zum Stillfriedplatz hin | 91        | Das Mosaik Zwetschkenernte ist denkmalgeschützt. Identadresse Ottakringer Straße 205–209, Stillfriedplatz 11–12 |
| Dr.-Adolf-Schärf-Hof 279                                       | 1    | Datei hochladen | Roterdstraße 12–14 Standort            | 1981–1983 | Karl Mang, Matthias Lukas Lang, Günter Krisch, Helmut Grasberger, Othmar Augustin                                                   | Denkmal für Adolf Schärf (Kubus mit Inschriftentafel) von Paul Seidl | 329       | Benannt nach Adolf Schärf Identadresse Winterburgergasse 2, Baumeistergasse 1 |
| Karoline-Pluskal-Hof 1208                                      | 1    | Datei hochladen | Sandleitengasse 9–13 Standort          | 1960–1962 | Peter Czernin, Matthias Lukas Lang, Rupert Falkner, Anton Schweighofer                                                              | Aluminiumskulptur Ring-Brunnen von Franz Mynni, Natursteinmosaik des alten Schottenhofes von Erwin Lang | 191       | Benannt nach Karoline Pluskal (1923–2009), Journalistin, AK-Funktionärin, Lokalpolitikerin |
| Wohnhausanlage Sandleiten 193 HERIS-ID: 48636 Objekt-ID: 52173 | 1    | Datei hochladen | Sandleitengasse 43–47 Standort         | 1924–1928 | Josef Tölk, Otto Schönthal, Franz Krauß, Hans Jaksch, Siegfried Theiss, Franz Matuschek, Emil Hoppe                                 | Brunnen am Matteottiplatz, Bodenmosaik mit Wiener Wappen am Matteottiplatz, Zierbrunnen mit büchertragendem Putto von Florian Josephu-Drouot vor der Bücherei, Steinzeugskulptur Säule des Frohsinns von Wilhelm Frass und Figur eines Zickleins von Josef Franz Riedl im Kindergartengelände. Fünf Putti über dem Eingang Nietzscheplatz. In ein Horn blasendes Putto in einer Mauerniesche | 1531      | Denkmalschutz Die Säule des Frohsinns ist denkmalgeschützt Benannt nach einem Flurnamen Identadresse Liebknechtgasse 1–3, Rosa-Luxemburg-Gasse 2–8, Nietzscheplatz 2, Rosenackerstraße 12A, Steinmüllergasse 1–21, Rosenackerstraße 8A, Steinmüllergasse 15B, Steinmüllergasse 15A, Baumeistergasse 2–4, Matteottiplatz 1–2, Nietzscheplatz 1, Gomperzgasse 7, Matteottiplatz 3, Rosenackerstraße 9, Sandleitengasse 49–51, Rosenackerstraße 7, Matteottiplatz 4–6, Gomperzgasse 4–6, Liebknechtgasse 30–34 |
| 1247                                                           | 1    | Datei hochladen | Sandleitengasse 55 Standort            | 1991–1992 | Erich Amon | | 34        | Identadresse Rosenackerstraße 1 |
| 1228                                                           | BW   | Datei hochladen | Sulmgasse 2–6 Standort                 | 1978–1980 | Hellfried Dietz, Alois Brunner | | 62        | Identadresse Pfenninggeldgasse 1B, Pfenninggeldgasse 1A |
| 1178                                                           | BW   | Datei hochladen | Sulmgasse 22–24 Standort               | 1930–1931 | Hans Schimitzek | | 20        | |
| Dr.-Friedrich-Becke-Hof 194 HERIS-ID: 48681 Objekt-ID: 52222   | 1    | Datei hochladen | Thalhaimergasse 32–38 Standort         | 1926–1927 | Cesar Poppovits | Keramische Rautenmuster an den Stiegenhausfenstern und Keramikfiguren von Tieren als Hauszeichen von Robert Obsieger (Eichhörnchen, Katze, Hund, Hahn, Ente, Fuchs, Hase, Affen, zwei Bären, Faultier, Koala) | 204       | Denkmalschutz Benannt nach Friedrich Becke Identadresse Brüßlgasse 33–37 |
| 1175 HERIS-ID: 48677 Objekt-ID: 52218                          | 1 BW | Datei hochladen | Thalhaimergasse 44 Standort            | 1927      | Franz Wiesmann | Zierbrunnen im Hof von Max Krejca | 18        | Denkmalschutz |
| Karl-Volkert-Hof 196 HERIS-ID: 48678 Objekt-ID: 52219          | 1    | Datei hochladen | Thaliastraße 75 Standort               | 1926–1927 | Franz Schuster, Franz Schacherl | Bronzebüste für Karl Volkert von Siegfried Bauer | 226       | Denkmalschutz Benannt nach Karl Volkert Identadresse Klausgasse 40–44, Kreitnergasse 41 |
| Josef-Srp-Hof 1173 HERIS-ID: 48601 Objekt-ID: 52137            | 1    | Datei hochladen | Thaliastraße 113 Standort              | 1926      | Rudolf Weiser | | 20        | Denkmalschutz Benannt nach Josef Srp (1919–2002), Bezirksvorsteher |
| Karl-Kysela-Hof 16                                             | 1    | Datei hochladen | Thaliastraße 159 Standort              | 1967–1969 | Friedrich Lang | Marmorplastik Flammender Turm von Franz Anton Coufal | 191       | Die Plastik Flammender Turm ist denkmalgeschützt. Benannt nach Karl Kysela Identadresse Johann-Staud-Straße 1 |
| Hubert-Pfoch-Hof 1244                                          | 1    | Datei hochladen | Thaliastraße 164 Standort              | 1985–1992 | Manfred Nehrer, Reinhard Medek | | 40        | Benannt nach Hubert Pfoch |
| Wilhelmine-Moik-Hof 37                                         | 1    | Datei hochladen | Wattgasse 9–11 Standort                | 1965–1967 | Frank Schläger, Erwin H(einz) Dusl, Gerhard Kolbe                                                                                   | | 51        | Benannt nach Wilhelmine Moik Identadresse Ottakringer Straße 123–125 |
| 1204                                                           | 1    | Datei hochladen | Weinheimergasse 7–9 Standort           | 1959–1961 | Alfred Kraupa, Alfred Kratochwil | Sgraffiti von Hildegard Kraupa: Weinlese und Einzug der Weinhüter | 101       | Identadresse Arnethgasse 95–99 |
| 1198                                                           | 1    | Datei hochladen | Wernhardtstraße 12–16 Standort         | 1952–1954 | Karl Harberger, Otto Katschenka, Alois Plessinger                                                                                   | Fliesenmalerei Das Leben am Wasser von Robin Christian Andersen, Keramisches Mosaik Ein Sommertag von Karl Hauk, Schriftzug des Gemeindebaus als Mosaik | 128       | Identadresse Roseggergasse 9–11, Landsteinergasse 11–15, Lorenz-Mandl-Gasse 18–20 |
| 1691                                                           | BW   | Datei hochladen | Weyprechtgasse 7 Standort              | 1994–1995 | Roland Schmid, Karl Heinz Huber | | 12        | |
| Christine-Busta-Hof 288                                        | BW   | Datei hochladen | Wichtelgasse 3–5 Standort              | 1984–1985 | Günther Oberhofer | | 18        | Benannt nach Christine Busta |
| 1190                                                           | 1    | Datei hochladen | Wiesberggasse 6b Standort              | 1936–1937 | Karl Ehn | Steinfigur Hl. Elisabeth von Anton Endstorfer | 68        | Identadresse Roseggergasse 18–22 |
| 1211                                                           | 1    | Datei hochladen | Winterburgergasse 1 Standort           | 1967–1969 | Bruno Tinhofer | | 34        | |
| 1201                                                           | 1 BW | Datei hochladen | Winterburgergasse 3–11 Standort        | 1966–1968 | Ferdinand Albrecht, Julius Bergmann, Bruno Tinhofer, Walter Stepanik                                                                | Steinplastik Mörtelfrau von Oskar Bottoli | 260       | Identadresse Sonnenthalgasse 2–4 |

## Siedlung
| Name / ID                    | Foto |                 | Adresse                  | Baujahr   | Architekt(en)               | Kunstobjekte | Wohnungen | Anmerkungen |
| ---------------------------- | ---- | --------------- | ------------------------ | --------- | --------------------------- | ------------ | --------- | --- |
| Wohnsiedlung Spiegelgrund 62 | 1    | Datei hochladen | Dustmannweg 2–4 Standort | 1931–1934 | Franz Kaym, Alfons Hetmanek |              | 293       | Benannt nach einem Flurnamen Identadresse Reichmanngasse 2–54, Maternaweg 2–20, Scariaweg 1–69, Scariaweg 2–34, Schmedesweg 1–37, Schmedesweg 2–86, Schrekergasse 1, Maternaweg 1–25, Dustmannweg 1–63 |

## Ehemalige Gemeindebauten
| Name / ID                                     | Foto |                 | Adresse                           | Baujahr   | Architekt(en)                     | Kunstobjekte | Wohnungen | Anmerkungen |
| --------------------------------------------- | ---- | --------------- | --------------------------------- | --------- | --------------------------------- | ------------ | --------- | --- |
| Lobmeyrhof 9 HERIS-ID: 48654 Objekt-ID: 52194 | 1    | Datei hochladen | Lorenz-Mandl-Gasse 10–16 Standort | 1900–1901 | Leopold Simony, Theodor Karl Bach |              | 165       | Denkmalschutz Vorläufer des sozialen Wohnbaus, von der Kaiser-Franz-Joseph-Jubiläumsstiftung errichtet. Benannt nach Ludwig Lobmeyr Identadresse Wernhardtstraße 11–19, Roseggergasse 1–7, Maderspergerstraße 10–14 In den 2010er Jahren an die gemeindeeigene WISEG zwecks Generalsanierung ausgegliedert, fungiert nicht mehr als Wiener Gemeindebau. |